# 김인엽 (작가)
김인엽은 대한민국의 만화가이자 일러스트레이터이다. 장편 출판물로는 <두경>이 있으며, 2014년부터 출판한 독립출판 시리즈 <신도시>가 있다.
중앙대 경제학과 1학년 재학 후 중퇴한 뒤, 홍익대학교 시각디자인학과로 재입학했다. 한때 인스타그램에서 많은 인기를 끌며 활발히 활동했으나 2017년 이후 작가의 개인 인스타그램은 확인하기 어려운 상태이다.

## 일생
군 복무 중, 교회 프린터로 출력한 20권의 만화책을 서점에 들고가 진열했던 것을 시작으로 만화가로서의 첫 발을 디뎠다. 본인이 만든 만화책을 2,000원이라는 매우 저렴한 가격으로 판매했지만 전역 후 서점에 방문했을 때에도 책은 한 권도 팔리지 않았을 정도로 인기가 없었다. 이런 첫 시도 이후 '신도시' 1권을 이어 출시했다. 당시 '신도시' 한 권의 판매가는 1,000원 이었고, 제작 단가는 개당 1,200원정도 였지만 판매를 위해 많은 것을 포기하는 등 우여곡절을 겪는 신인 시절을 보냈다.그 와중에 인스타그램에서 주기적으로 업로드하던 만화들이 인기를 끌기 시작했고, 이후부터 '신도시' 만화책들도 오프라인, 온라인 서점에서 팔리기 시작했다. 4권과 5권이 나올 정도에는 12,000원 정도의 정가를 받으며 판매하는 정식 만화가로서 인정받기 시작했으며, 또한 이 외에도 앨범 커버에 사용될 일러스트레이션에도 다수 참여하며 활발히 활동을 시작했다. 함께 협업했던 대표적인 아티스트로는 혁오, 장기하와 얼굴들 등이 있다.

## 아티스트 협업 작업
2015년 1월 21일 발매된 혁오밴드의 정규 싱글 앨범 〈Panda Bear〉 앨범커버 일러스트레이션을 담당했으며, 이후 2016년도 6월 16일 발매된 장기하와 얼굴들의 정규 앨범 《내 사랑에 노련한 사람이 어딨나요》의 앨범커버 일러스트레이션과 게임북 만화를 담당했다.
| 순번 | 년도 | 아티스트      | 앨범                             | 커버 이미지 |
| ---- | ---- | ------------- | -------------------------------- | ----------- |
| 1    | 2015 | 혁오 (HYUKOH) | Panda Bear                       |             |
| 2    | 2016 | 장기하        | 내 사랑에 노련한 사람이 어딨나요 |             |